# Notre-Dame du Perpétuel Secours

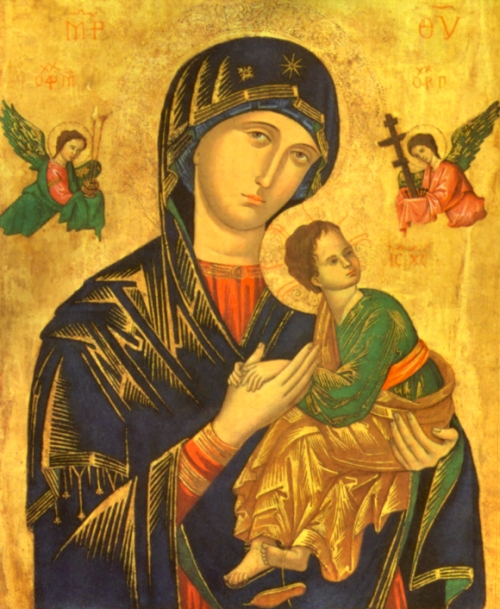
Icône de Notre-Dame du Perpétuel Secours.

Notre-Dame du Perpétuel Secours est une icône dite miraculeuse (Imago Beatae Mariae Virginis miraculis illustris) datant du XIVe siècle, de type byzantin, dite en russe « Strastnaïa » (de Strast' : Passion, aux instruments de la Passion). Réputée d'origine crétoise, son type iconographique fut attribué à Andréas Ritzos vers 1492.

## Description
Le but de cette icône n’est pas de montrer une scène ou des personnages magnifiques, mais de transmettre un message spirituel. 
La Vierge est entourée des archanges Michel (lettres ⲞⲀⲢⲘ, (les lettres Ⲁ et Ⲣ forment une ligature) abréviation de « Ὁ Ⲁ⳱ⲢⲬⲀ́ⲄⲄⲈⲖⲞⲤ ⲘⲒⲬⲀⲎ́Ⲗ ») et Gabriel (lettres ⲞⲀⲢⲄ, abréviation de « Ὁ Ⲁ⳱ⲢⲬⲀ́ⲄⲄⲈⲖⲞⲤ ⲄⲀⲂⲢⲒⲎ́Ⲗ. Les quatre lettres grecques au-dessus d'elle « ⲘⲢ ⲐⲨ », abréviation de « ⲘⲎ́ⲦⲎⲢ ⲐⲈⲞ᷍Ⲩ », signifient « Mère de Dieu » et les lettres « ⲒⲤ ⲬⲤ », abréviation de « Ⲓ⳱ⲎⲤⲞ᷍ⲨⲤ ⲬⲢⲒⲤⲦⲞ́Ⲥ », signifient, quant à elles, Jésus-Christ. Le nimbe de Jésus Christ dans cet exemple manque les trois lettres ὁ ὤⲛ (ὁ en haut, ὤ à la gauche et ⲛ à la droite) qui indiquent que Jésus Christ est le Seigneur de la Bible lui-même (Exode 3:14) et montre soit un manque de connaissance du dogme de la part de l’hagiographe soit la position hérétique de ne pas accepter Jésus comme Dieu lui-même. À ce propos, la deuxième hagiographie dans Localisation (voir dessus) nommé « Icône Strastnaya, Страстная икона Божьей матери du xixe siècle » est un  meilleur exemple de cette icône.

## Attribution historique
L’icône est traditionnellement attribuée à l'évangéliste saint Luc.
En 444, une icône réputée miraculeuse venant de Jérusalem et représentant la mère de Dieu est offerte à l’empereur romain Théodose II ; elle sera l'objet de vénérations, puis de copies. L'une d'elle st notamment attribuée à un moine Lazare au IXe siècle, qui aurait ajouté les deux archanges Michel et Gabriel présentant au Christ les instruments de la Passion. Celui-ci voulait offrir son œuvre au pape Nicolas Ier, mais mourut en Crète avant d’atteindre Rome.
Elle serait finalement parvenue à Rome en 1496. Elle aurait appartenu à un riche marchand crétois qui, en voyage vers Rome mais se sentant proche de la mort, la confia à un ami. Par trois fois, la Vierge apparut à cet ami pour exiger que l’icône soit placée dans un sanctuaire entre Sainte-Marie Majeure et Saint-Jean de Latran. Après la mort de cet homme, elle sa montra à sa fille pour obtenir de la veuve qu’elle confie l’icône aux frères Augustins responsable de l’église saint Matthieu.
Elle y est vénérée jusqu’à la destruction de l’église en 1798 par l’armée de Bonaparte, futur Napoléon I. Avant la destruction, les Augustins placent l’icône dans la chapelle du monastère Sainte-Marie in Posturela. Vers 1840, un vieux frère augustin, le Père Orsetti, confia à son jeune servant de messe, Michele Marchi, que cette icône avait été grandement vénérée sous le vocable de Notre-Dame du Perpétuel Secours.
En 1865, le pape Pie IX intervint personnellement auprès des Augustins pour que l’icône soit remise aux rédemptoristes qui la placèrent alors dans l'église Sant'Alfonso all'Esquilino nouvellement construite sur le site de l'ancienne église Saint Matthieu.

## Dévotion populaire
Elle était vénérée par Alphonse de Liguori, fondateur des Rédemptoristes, car la sandale de l'Enfant Jésus qui se détache signifierait le « rachat », (coutume israélite de donner sa sandale pour conclure un marché) donc la Rédemption (de redimere, racheter), par conséquent le rachat de toute l'humanité perdue par le péché originel du pouvoir du démon, par Jésus-Christ lors de sa Passion. Jésus regarde donc l'ange lui tendant les instruments de sa passion et non sa mère comme sur d'autres icônes.
Charles de Foucauld priait souvent la Vierge sous ce nom et peindra ce tableau ; il appellera son ermitage chez les clarisses « Notre-Dame-du-Perpétuel-Secours ».
On en trouve une représentation diverses églises catholiques du monde entier[réf. nécessaire] et elle a donné son nom à de nombreuses églises ou chapelles et basiliques, hôpitaux, écoles congrégations, confréries.
Elle est patronne d'Haïti depuis une épidémie de variole en 1882. Une représentation en est installé dans les jardins du Vatican.
Elle est fêtée le 27 juin en France et le 13 août chez les orthodoxes d'autre part.

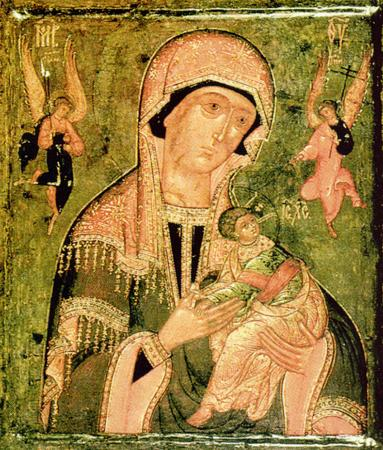
Icône Strastnaya, Страстная икона Божьей матери.
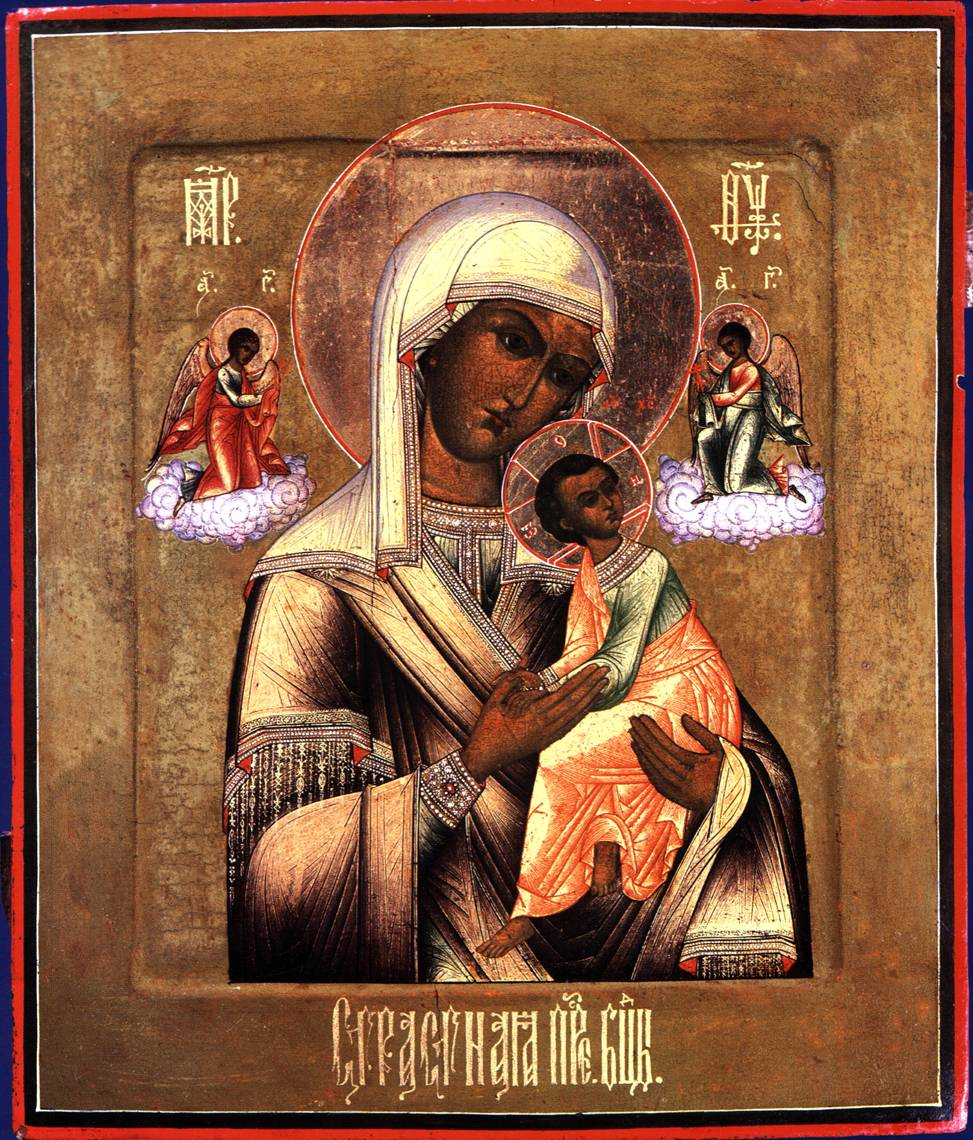
Icône Strastnaya, Страстная икона Божьей матери du XIXe siècle.
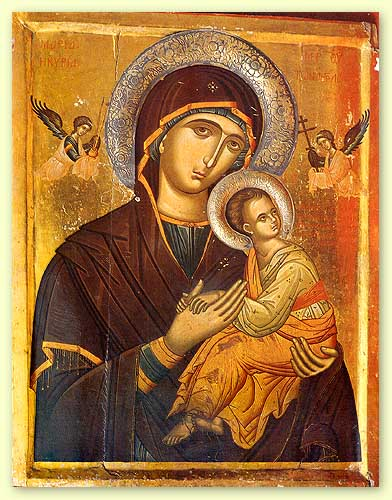
Icône du XVIe siècle au monastère Sainte-Catherine du Sinaï.
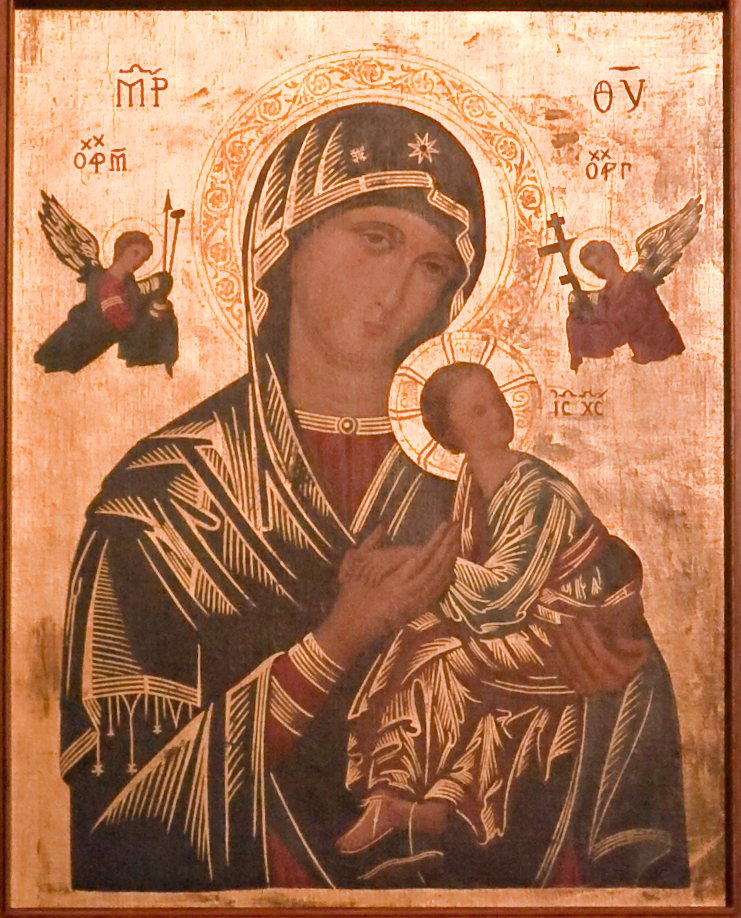
Icône de la cathédrale de Tuam.